# Huashan Zhen (köping i Kina)
Huashan Zhen (kinesiska: 花山, 花山镇) är en köping i Kina. Den ligger i provinsen Yunnan, i den sydvästra delen av landet, omkring 180 kilometer sydväst om provinshuvudstaden Kunming.
Genomsnittlig årsnederbörd är 1 177 millimeter. Den regnigaste månaden är juni, med i genomsnitt 249 mm nederbörd, och den torraste är februari, med 8 mm nederbörd.